# Енджі Томас
Енджі Томас (народилася 20 вересня 1988) — американська письменниця романів для молоді, прославилась завдяки книзі  «Ненависть, яку ви породжуєте» (2017). Її другий роман, On the Come Up, вийшов 25 лютого 2019 року.

## Біографія
Енджі Томас народилася 20 вересня 1988 року в місті Джексон, штат Міссісіпі, де вона і виросла.
У молодому віці Томас неодноразово піддавалась збройному насильству. Вона зростала біля будинку вбитого активіста за громадянські права Медгара Еверса, заявляючи, що її мати почула постріл, яким його було вбито. Коли їй було шість років, Томас стала свідком перестрілки.
В інтерв’ю The Guardian вона розповіла, як наступного дня мати повела її до бібліотеки, щоб показати, що «у світі було більше, ніж те, що [Томас] побачила того дня». Це надихнуло її зайнятися письменницькою діяльністю.
У підлітковому віці Томас поділилася своїми навичками реперства. Хоч її музична кар'єра була короткостроковою, однак про неї написали статтю в журналі Right On!. Томас здобула ступінь бакалавра образотворчих мистецтв  в Університеті Белхавен. Вона була першою темношкірою дівчиною-підлітком, яка закінчила курс творчого письма.

## Кар'єра
Спочатку Енджі Томас збиралась писати фентезі та дитячі романи; однак вона хвилювалася, що її історії не матимуть значення. Під час подачі свого рукопису до видавництв, вона почала писати інший, який незабаром  став її першим романом, The Hate U Give. Коли вона була студенткою, один із її професорів вказав їй на те, що її досвід унікальний, а її письмо могло б дати голос тим, хто замовк і чиї історії не були розказані. У цей час Томас також почула у новинах про вбивство Оскара Гранта. Ця історія, ускладнена смертями Трейвона Мартіна, Таміра Райса, Майкла Брауна та Сандри Бленд, мала великий вплив на роман.
Енджі посилається на Тупака Шакура як на свого натхненника. Вона відчувала широкий спектр емоцій, слухаючи його музику, і захотіла досягти подібного ефекту, як письменниця: «Я хочу змусити вас часом думати; я хочу змусити вас іноді сміятися; я хочу змусити часом плакати – тож, він мене так надихнув». Томас розуміє, що це означає «те, чим суспільство підживлює молодь, повернеться й вплине на всіх нас».
В інтерв’ю The Daily Telegraph  Енджі Томас заявила, що прагне «показати правду та зруйнувати стереотипи» у своїх творах, а також сказала про те, що для білої спільноти важливо чути про проблеми, які озвучує рух Black Lives Matter. Після публікації The Hate U Give був адаптований до однойменного фільму 2018 року Fox 2000 з Амандлою Стенберг у головній ролі.

## Активізм
В інтерв’ю Publishers Weekly Енджі Томас розповідає про свій активізм: «Я завжди сприймала письменницьку діяльність як форму активізму. Як ніщо інше, книги дають нам можливість зазирнути в життя, про яке ми, можливо, не знали раніше; вони сприяють співпереживанню. Є рух Black Lives Matter та організація Black Lives Matter, і я поважаю те, що вони роблять. Я знаю, що [The Hate U Give] — «проблемна» книга, але я не збиралась навмисне робити її такою... Я хотіла, щоб щось настільки політичне здавалося особистим. Хоча я й хотіла, щоб Халіл репрезентував цих молодих людей, які втрачають життя, а їх моментально клеймують бандитами, також я воліла, аби [сюжет книги] був сам по собі. Я не хотіла зневажити чиюсь сім'ю, чиюсь пам'ять».